# Ata de Independência da América Central

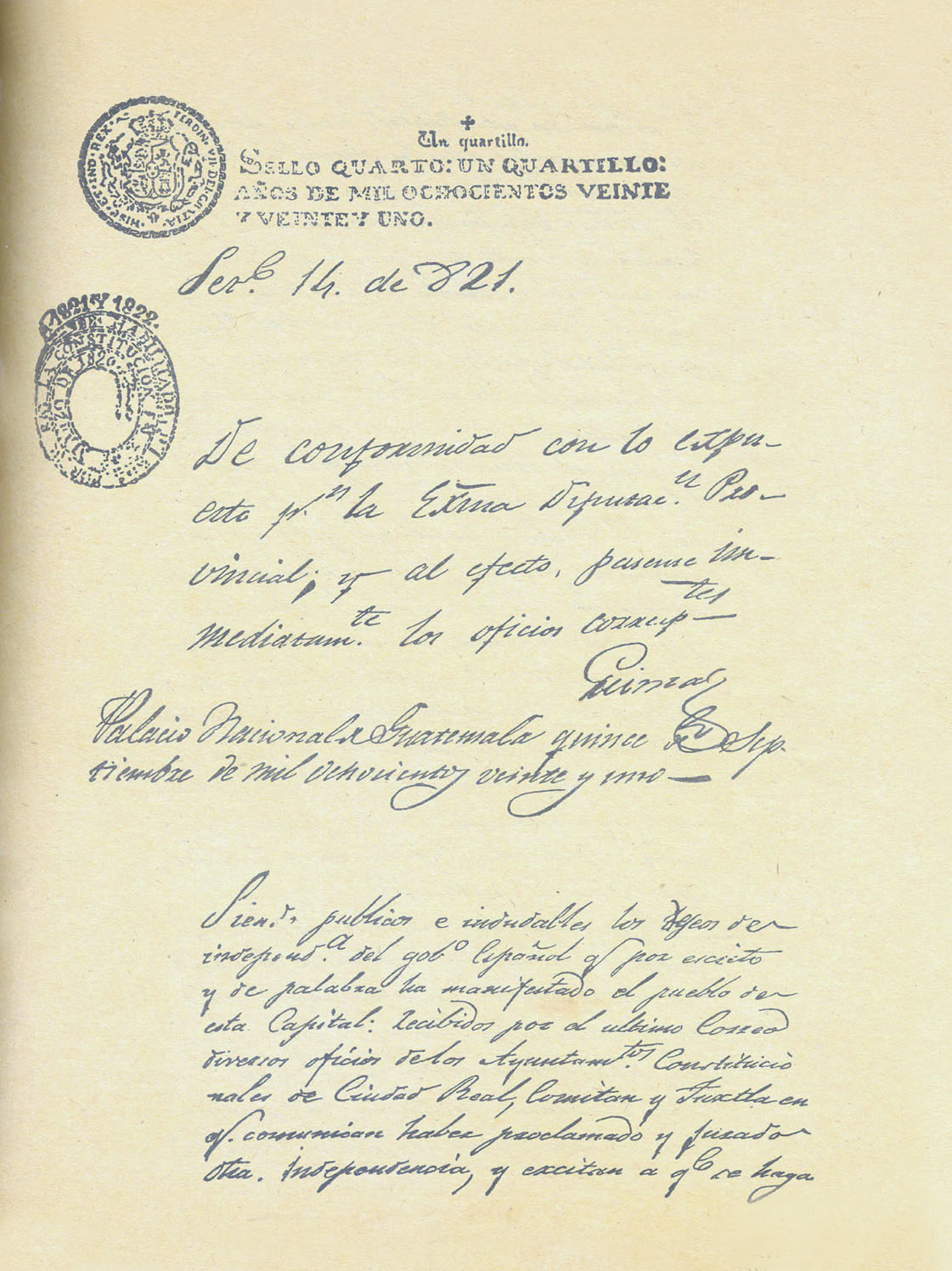
Ata de Independência da América Central.

A Ata de Independência da América Central é o documento legal pelo qual o Conselho Provincial da Província da Guatemala proclamou a independência da América Central do Império Espanhol e encorajou as outras províncias da Capitania Geral da Guatemala a despachar 	
emissários a um congresso para decidir a forma de independência da região. Foi promulgada em 15 de setembro de 1821.

## Movimentos de independência
Os acontecimentos da Guerra Peninsular - em particular a remoção de Fernando VII do trono espanhol - inspirou e facilitou uma série de revoltas em El Salvador e na Nicarágua visando obter uma maior autonomia política da América Central. Embora rapidamente suprimidas, essas insurreições fizeram parte da turbulência política geral no mundo espanhol que levaria à Constituição Espanhola de 1812. Entre 1810 e 1814, a Capitania Geral da Guatemala elegeu sete representantes para as novas Cortes de Cádiz e formaram conselhos administrativos provinciais eleitos localmente.
No entanto, pouco depois de sua restauração do poder em 1814, Fernando repudiou a constituição de 1812, dissolveu as Cortes e reprimiu o liberalismo na Espanha peninsular, o que provocaria novos tumultos na América espanhola. A breve restauração da constituição durante o triênio liberal em 1820 permitiu que as províncias centro-americanas restabelecessem seus conselhos eleitos, que então se tornariam pontos centrais para os sentimentos constitucionalistas e separatistas. Em 1821, o conselho provincial da Guatemala  começou a discutir abertamente uma declaração de independência da Espanha.

## Promulgação da ata

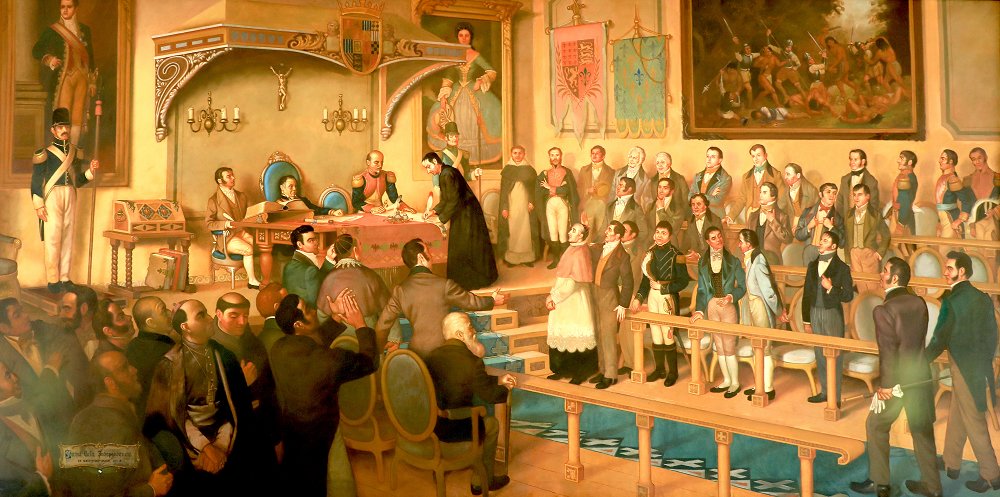
Uma pintura do pintor chileno Luis Vergara Ahumada, que retrata a assinatura da ata por José Matías Delgado.

Em setembro, a discussão voltou-se para uma declaração de independência definitiva da Espanha, e um documento anunciando o ato foi elaborado e debatido. A reunião do conselho de 15 de setembro em que a independência foi finalmente declarada foi presidida por Gabino Gaínza  e o texto da ata foi escrito pelo intelectual e político hondurenho José Cecilio del Valle e assinado por representantes das várias províncias centro-americanas, incluindo José Matías Delgado, José Lorenzo de Romaña e José Domingo Diéguez. A reunião foi realizada no Palácio Nacional da Cidade da Guatemala.
A província de San Salvador (El Salvador) aceitou a decisão do Conselho da Guatemala em 21 de setembro e a ata foi apoiada pelos conselhos provinciais de Comayagua (Honduras) em 28 de setembro e da Nicarágua e Costa Rica em 11 de outubro. No entanto, as outras províncias estavam relutantes em aceitar a primazia da Guatemala em um novo estado centro-americano e o modelo da nova política que iria suceder a capitania-geral não era claro.

## Consequências e união com o México
O Artigo 2 da Ata de Independência prevê a formação de um congresso para "decidir o ponto de independência absoluta e fixar, no caso de acordo, a forma de governo e a lei fundamental da governança" para o novo estado. Esta assembleia constituinte estava destinada a se reunir no próximo março, mas a oportunidade nunca chegou. Em vez disso, em 29 de outubro de 1821, o presidente do conselho do governo provisório do recém-independente México, Agustín de Iturbide, enviou uma carta a Gabino Gaínza (então presidente do governo interino da América Central) e ao conselho dos delegados representantes das províncias de Chiapas, El Salvador, Honduras, Nicarágua e Costa Rica com uma proposta para que a América Central se unisse ao Império Mexicano sob os termos das Três Garantias do Tratado de Córdoba. 
Os vários governos provinciais e municipais da Guatemala foram consultados e os votos foram apurados, com as cinco províncias excetuando - El Salvador - votando a favor e com El Salvador se opondo.  Em 5 de janeiro de 1822, Gaínza enviou uma carta a Iturbide aceitando a anexação da América Central e todos os territórios da América Central foram incorporados ao Império Mexicano. Eles permaneceriam unidos com o México por menos dois anos até se separarem para formar a República Federal da América Central quando o Império mexicano ruiu.